# 圣阿罗芒
圣阿罗芒（法語：Saint-Arroman，法語發音：[sɛ̃.t‿aʁɔmɑ̃]）是法国热尔省的一个市镇，属于米朗德区。

## 地理
圣阿罗芒（43°26'18"N, 0°31'17"E）面积11.97 平方千米，位于法国奧克西塔尼大區热尔省，该省份为法国西南部内陆省份，北起顺时针与洛特-加龙省、塔恩-加龙省、上加龙省、上比利牛斯省、大西洋比利牛斯省和朗德省接壤。
与圣阿罗芒接壤的市镇（或旧市镇、城区）包括：克莱蒙-普伊吉耶斯、埃斯克拉桑拉巴斯蒂德、拉加尔德-阿尚、卢尔蒂-蒙布兰、蒙卡桑、圣埃利特、萨马朗。

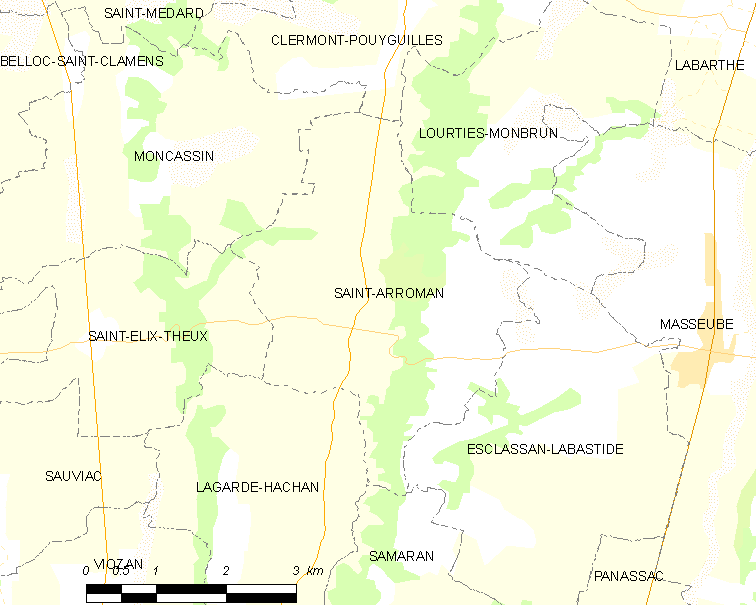
圣阿罗芒的OSM定位图

圣阿罗芒的时区为UTC+01:00、UTC+02:00（夏令时）。

## 行政
圣阿罗芒的邮政编码为32300，INSEE市镇编码为32361。

## 政治
圣阿罗芒所属的省级选区为阿斯塔拉克-日莫讷县。

## 人口

1962-2008年间圣阿罗芒人口变化图示

圣阿罗芒于2022年1月1日时的人口数量为126人。